# Christian Distelmeyer
Christian Distelmeyer (auch Christian Distelmeier, geboren 23. Mai 1552 in Berlin; gestorben 26. Oktober 1612 ebenda) war Kanzler der Mark Brandenburg von 1588 bis 1598.

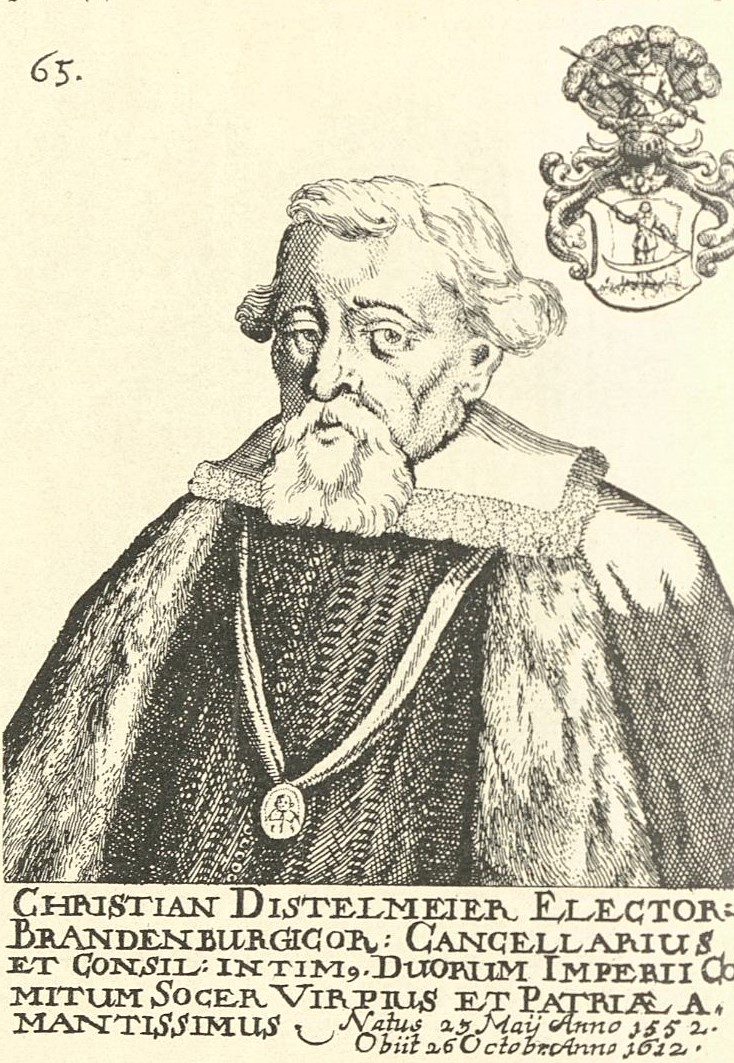
Christian Distelmeier

## Leben
Er war ein Sohn Lampert Distelmeyers, des späteren Kanzlers, und dessen Frau Elisabeth Goldhahn.
Christian Distelmeyer studierte ab dem Sommersemester 1566 in Frankfurt an der Oder und ab Juni 1570 in Wittenberg und wurde 1577 zum kurfürstlichen Rat in Brandenburg ernannt. 1588 wurde er nach dem Tod des Vaters dessen Nachfolger als Kanzler für Kurfürst Johann Georg. Er erbte auch die Lehnsherrschaft in Mahlsdorf und Radensleben.
1598 wurde Distelmeyer als Kanzler durch den neuen Kurfürsten Joachim Friedrich abgesetzt.
1605 erblindete er und wurde 1606 durch zwei Staroperationen wieder geheilt. 1609 wurde er zum Geheimen Rat ernannt.
Christian Distelmeyer war ein gelehrter Mann, der eine umfangreiche Bibliothek besaß, die auch von anderen genutzt werden konnte. Von ihm selbst sind einige Texte religiösen Inhalts und ein Gedicht erhalten.
Aus seiner 1581 geschlossenen Ehe mit Katharina von Lüderitz hatte er vier Töchter:
- Elisabeth (20. Januar 1582[2], † 1652); ⚭ 1599 Johann Kasimir zu Lynar, kurbrandenburgischer Geheimrat[3]
- Catharina (1583–1584)
- Anna (* Januar 1584, † 13. Februar 1584)
- Dorothea (1588, † 20. April 1613); ⚭ 1610 Albrecht Graf von Eberstein-Naugard (1567–1617)[4]